# 拉沃地区布尔格
拉沃地区布尔格（法語：Bourg-en-Lavaux）是瑞士联邦西部法语区的沃州下设的一个镇。在行政上属于拉沃-奥龙区管辖。拉沃地区布尔格的总面积为9.65平方公里。截至2010年底，总人口为4,952。

## 历史
2011年7月1日，原居利、埃佩斯、格朗沃、里耶、维莱特五个镇正式合并，组成了拉沃地区布尔格镇。

## 地理
拉沃地区布尔格位于莱芒湖东北岸，沿岸的葡萄园是世界文化遗产拉沃葡萄园梯田的组成部分。